# Ханс Катини
Ханс Катини (итал. Hans Cattini; Гроно, 24. јануар 1914 — Лозана, 2. април 1987) био је швајцарски аматерски играч хокеја на леду који је играо на позицији центра. Убраја се међу највеће швајцарске хокејаше свих времена, а 1998. постао је чланом хокејашке куће славних ИИХФ-а.
Највећи део играчке каријере провео је у ХК Давосу за који је играо од 1930. до 1949. године и са којим је у том периоду освојио чак 14 титула националног првака. У Давосу је углавном играо у нападачкој формацији са млађим братом Фердинандом и са Бибијем Торијанијем, а њих тројица заједно су чинили такозвану „Ни линију”, нападачку линију која је касније означена најјачим нападом у историји швајцарског клупског и репрезентативног хокеја. Занимљиво је да је током целе играчке каријере коју је провео у Давосу истовремено радио као електричар у локалној компанији (заједно са братом и Торијанијем). Од 1949. до 1954. наступао је у дресу Лозане где је поред играчких обављао и тренерске дужности.
За репрезентацију Швајцарске одиграо је укупно 111 утакмица и постигао 54 гола. Највеће успехе са репрезентацијом остварио је на Зимским олимпијским играма 1948. у Санкт Морицу, где је Швајцарска освојила бронзану медаљу, а олимпијски деби имао је још 1936. године. На светским првенствима освојио је једно сребро (1935) и две бронзе (1937. и 1939).
Због заслуга за развој хокејашког спорта у Давосу, њему и његовом брату у част једна од група традиционалног предновогодишњег турнира Шпенглеровог купа који сваке године организује ХК Давос, носи његово име – „Група Катини”.